# Richard McTaggart
Richard McTaggart (Dundee, Escocia, 15 de octubre de 1935-9 de marzo de 2025) fue un boxeador aficionado británico, que llegó a consagrarse campeón olímpico de peso ligero en los Juegos de Melbourne 1956.

## Biografía
. Sus cuatro hermanos también eran boxeadores aficionados.
- Campeón de la Real Fuerza Aérea: 1954, 1955, 1956, 1957, 1958

Cuando se retiró trabajó como recolector de basura y en 1985 fue nombrado miembro de la Orden del Imperio Británico (MBE) por sus contribuciones al deporte.
Preparó al equipo inglés para los Juegos de la Commonwealth de 1990 y en 2002 fue incluido en el Salón de la Fama del Deporte Escocés.
En 2010 recibió un doctorado honorario de la Universidad de Abertay Dundee por sus logros deportivos.
Falleció el 9 de marzo de 2025 a los 89 años de edad.

## Carrera
Tres veces campeón británico de boxeo amateur de peso ligero en 1956, 1958 y 1960.
Representando a Escocia ganó dos medallas en los Juegos de la Commonwealth: una medalla de oro en 1958 y una medalla de plata en 1962.
McTaggart también ganó el título europeo en 1961 y dos títulos británicos de peso superligero en 1963 y 1965 durante su carrera.
Ganó el título de la ABA británica en 1956, 1958, 1960, 1963 y 1965, y se retiró con un récord de 610 victorias en 634 combates.

### Juegos Olímpicos
Fue el primer boxeador británico en participar en tres Juegos Olímpicos. Compitió en los Juegos Olímpicos de 1956 y 1960 en la división de peso ligero y ganó una medalla de oro y bronce, respectivamente. En 1956 recibió el Trofeo Val Barker al mejor estilo de boxeo en los Juegos Olímpicos. En los Juegos Olímpicos de 1964, McTaggart pasó a la categoría de peso welter ligero, pero perdió en el tercer combate ante el eventual ganador Jerzy Kulej . 
- Ronda de 32: adiós
- Ronda de 16: derrotó a Chandrasena Jayasuriya (Ceilán) por decisión
- Cuartos de final: derrotó a Andre Vairolatto (Francia) por decisión
- Semifinal: derrotó a Anatoly Lagetko (Unión Soviética) por decisión
- Final: derrotó al campeón alemán Harry Kurschat por decisión (ganó la medalla de oro)

Roma 60:
- Derrotó a Bhodi Sooknoi (Tailandia) 5-0
- Derrotó a Eddie Blay (Ghana) 5-0
- Derrotó a Ferenc Kellner (Hungría) 3-2
- Perdió ante Kazimierz Paździor (Polonia) 2-3

En los Juegos Olímpicos de Tokio 1964 compitió en la división de peso superligero. Allí ganó en la primera pelea contra el australiano Julian Rossi, pero perdió en el segundo duelo ante el polaco Jerzy Kulej.

## Palmarés
| Año  | Competencia                         | Ubicación            | Posición | Evento             |
| ---- | ----------------------------------- | -------------------- | -------- | ------------------ |
| 1954 | Campeonatos ABA                     | Londres, Inglaterra  | 2nd      | peso pluma         |
| 1956 | Campeonatos ABA                     | Londres, Inglaterra  | 1st      | Ligero             |
| 1956 | Juegos olímpicos                    | Melbourne, Australia | 1st      | Ligero             |
| 1958 | Campeonatos ABA                     | Londres, Inglaterra  | 1st      | Ligero             |
| 1958 | Juegos de la Commonwealth           | Cardiff, Gales       | 1st      | Ligero             |
| 1960 | Juegos olímpicos                    | Roma, Italia         | 3rd      | Ligero             |
| 1961 | Campeonatos Europeos de Aficionados | Belgrado, Serbia     | 1st      | Ligero             |
| 1961 | Torneo del Jubileo de Oro de la FIA | Dublín, Irlanda      | 1st      | Ligero             |
| 1962 | Juegos de la Commonwealth           | Perth, Australia     | 2nd      | peso welter ligero |
| 1962 | Campeonatos ABA                     | Londres, Inglaterra  | 2nd      | peso welter ligero |
| 1963 | Campeonatos ABA                     | Londres, Inglaterra  | 1st      | peso welter ligero |
| 1964 | Campeonatos ABA                     | Londres, Inglaterra  | 3rd      | peso welter ligero |
| 1965 | Campeonatos ABA                     | Londres, Inglaterra  | 1st      | peso welter ligero |

## Honores y premios
- Orden del Imperio Británico - Miembro (MBE)
- Miembro del Salón de la Fama del Boxeo Internacional[8]
- Miembro del Salón de la Fama del Deporte Escocés[8]
- Trofeo Val Barker (1956)
- Premio a la trayectoria - Premios deportivos del equipo de Escocia[9]